# Tetrastigma delavayi
Tetrastigma delavayi är en vinväxtart som beskrevs av François Gagnepain. Tetrastigma delavayi ingår i släktet Tetrastigma och familjen vinväxter. Inga underarter finns listade i Catalogue of Life.